# Pimenta-malagueta
A pimenta-malagueta é uma variedade de Capsicum frutescens muito utilizada em Angola, Cabo Verde, Brasil, Moçambique e Portugal.
Também é conhecida pelos seguintes nomes comuns: piripíri, jindungo, guíndia, cumarim(também grafado combarim e combari) e pimentinha. Em Angola, Moçambique e Portugal, são chamados piripíri os frutos menores e malagueta os maiores. Normalmente, são usados secos para condimentar carnes.
A malagueta, como todas as outras espécies do gênero Capsicum, é nativa das regiões tropicais das Américas.
A designação malagueta era já dada, antes da chegada dos europeus à América em 1492, a uma especiaria picante da África Ocidental - a pimenta-da-guiné (Aframomum melegueta). A qualidade picante de certas variedades de Capsicum haverá levado os europeus a baptizá-las de malagueta.

## Etimologia
O substantivo «piripíri» entra no português por via do étimo suaíli, «pilipili», que significa «pimenta».
O substantivo «malagueta» entra no português por via dos dialetos italianos setentrionais, onde figuram os substantivos malaghetta ou meleghetta, diminutivos do étimo melega, que significa «sorgo».

## A malagueta original no Brasil
A pimenta-malagueta silvestre, também conhecida no Brasil como malaguetinha-caipira, destaca-se pela alta concentração da capsaicina e baixíssimos teores de piperina, o que faz com que seus efeitos no organismo humano sejam predominantemente benéficos. Além disso, seu sabor inconfundível e marcante fazem dela uma variedade apreciada por muitos. Contudo, é importante salientar que as espécies de pimenta comercializadas como sendo malagueta, via de regra, são espécies híbridas, resultantes de cruzamentos realizados para desenvolver variedades mais produtivas, mais resistentes a pragas e menos atrativas aos pássaros e insetos, uma vez que a malaguetinha original é altamente susceptível a todos esses ataques.
A cultura popular no interior dos estados de Minas Gerais e de Goiás, no Brasil, identifica a maioria das variedades encontradas no comércio com o rótulo de pimenta-malagueta como sendo pimenta-café. Esta denominação decorre do aroma característico da fruta, que se assemelha ao cheiro do grão de café em fase de secagem. Além disso, outra característica fundamental que difere a malaguetinha silvestre das espécies híbridas é o tamanho e a coloração do fruto. A variedade original apresenta um fruto menor do que as espécies mais comuns e, mesmo após amadurecido, a pontinha do fruto preserva um tom levemente esverdeado.
O cultivo desta variedade é mais comum em Minas Gerais, Goiás e Bahia.